# Askia Mohammad I.
Askia Mohammad I. (geboren ca. 1443 als Muhammad Ture oder Mohamed Toure in Fouta Toro, später bekannt als Askia; gestorben 1538), auch bekannt als Askia der Große und Mamar Kassey, war Herrscher, militärischer Befehlshaber und politischer Reformer des Songhaireichs im späten 15. Jahrhundert. Er war der Nachkomme von Sunni Ali Ber. Unter Askia Muhammad erstarkte sein Land und formte sich zum größten Reich in der Geschichte Westafrikas. Während des Höhepunktes der Herrschaft Askias umfasste das Songhaireich die Länder der Hausastaaten, Kano (heute Nigeria) und ein Großteil der Territorien, die früher schon einmal zum Songhaireich im Westen gehörten. Seiner Politik folgte ein massiver Anstieg des Handels mit Europa und Asien, die Gründung vieler Schulen und die Etablierung des Islam als integraler Bestandteil des Reichs.

## Herrschaft

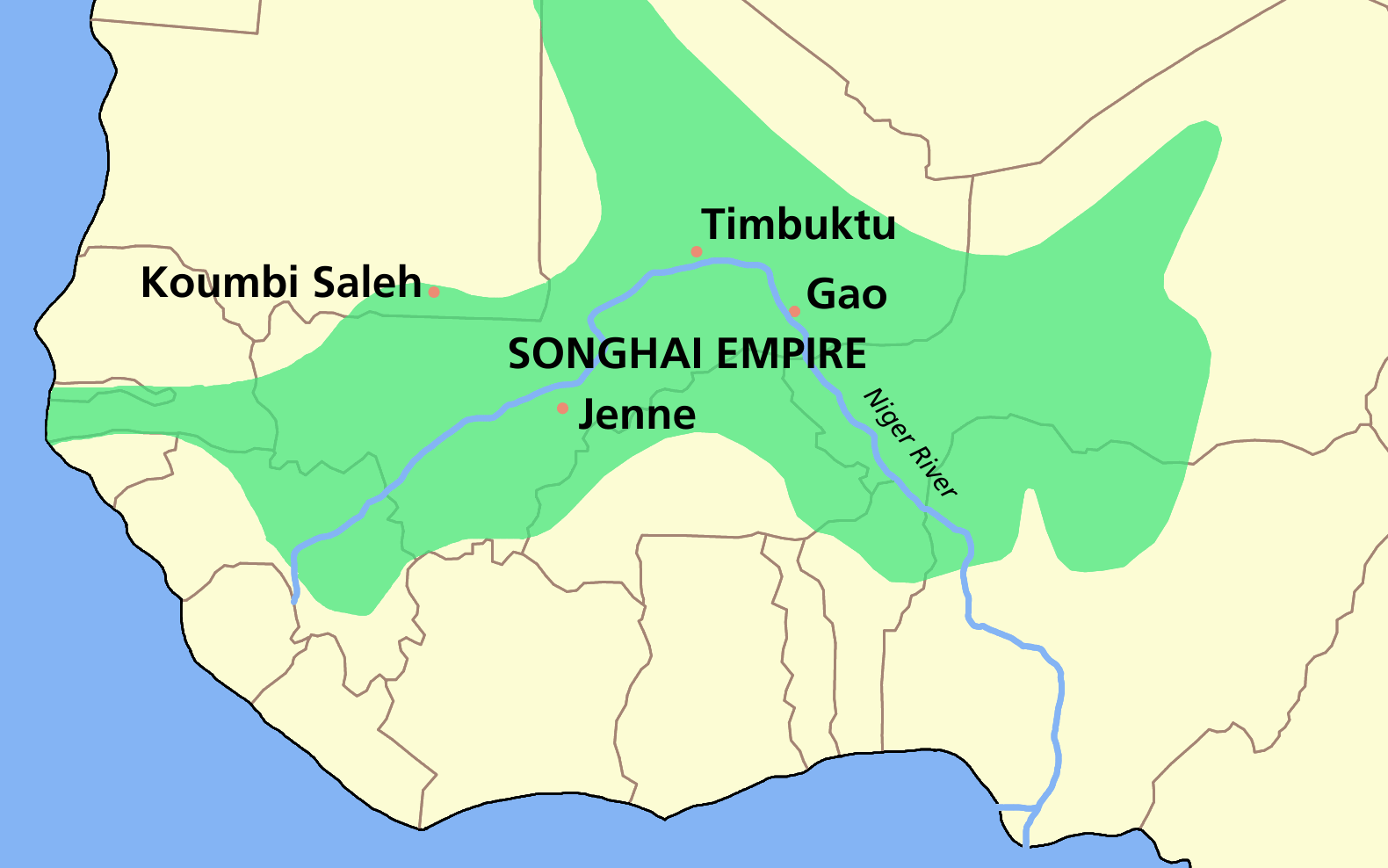
Ausdehnung des Songhaireichs um 1500

Nachdem Sunni Ali verstarb, weigerte sich Sunni Baru, sein Sohn und vorgesehener Nachfolger, sich selbst als Muslim zu bezeichnen. Diese Weigerung war Anlass für einen von Sunni Alis Generälen, die Nachfolgeschaft anzufechten. General Ture besiegte Baru und bestieg 1493 den Thron.
General Ture, später bekannt als Askia Mohammad I. oder Askia der Große, initiierte daraufhin ein Expansions- und Konsolidierungsprogramm, welches das Reich von Taghaza im Norden bis zu den Grenzen von Yatenga im Süden sowie von Aïr im Nordosten bis Fouta Djallon in Guinea ausdehnte. Durch seine Verdienste erlebte das Songhaireich eine nie gekannte kulturelle Blüte und das gesamte Land florierte als ein Zentrum für Forschung und Handel.
Statt das Reich nach islamischen Maßstäben zu formen, bewies er Feingefühl und entwickelte das traditionelle Modell durch ein in Westafrika einzigartiges bürokratisches Regierungssystem weiter. Zusätzlich etablierte Askia Gewerbeordnungen und standardisierte Richtlinien, begann Handelsrouten zu überwachen und schuf ein organisiertes Steuersystem.
Er wurde durch seinen Sohn Askia Mūsā 1528 gestürzt.

## Vermächtnis

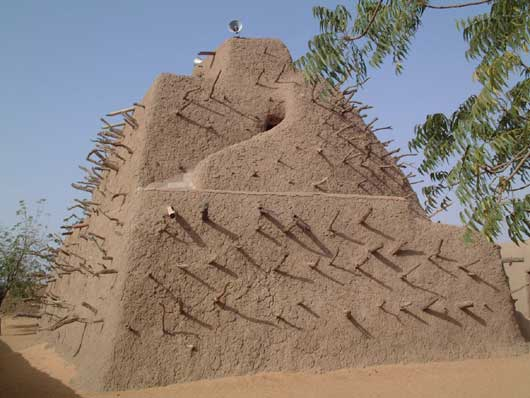
Das Grabmal von Askia in Gao

Askia förderte Bildung und Literatur und sorgte dafür, dass Malis Universitäten die angesehensten Gelehrten ausbildeten. Viele verfassten bedeutende Bücher und Manuskripte, einer von ihnen war sein Freund und Neffe Mahmud Kati. Um den Sturz der Sonni-Dynastie zu legitimieren, verbündete er sich mit den Gelehrten von Timbuktu und leitete damit in der Stadt ein goldenes Zeitalter für Wissenschaft und islamische Lehren ein. Beispielsweise schrieb der eminente Gelehrte Ahmed Baba Bücher über die islamischen Gesetze, die auch heute noch in Gebrauch sind. Muhammad Kati veröffentlichte Tarik al-Fattah und Abdul-Rahman as-Sadi schrieb Tarik ul-Sudan („Chroniken von Afrika“), zwei Geschichtsbücher, die für die Rekonstruktion der mittelalterlichen afrikanischen Geschichte für heutige Forscher unverzichtbar sind.
Askia wurde im Grabmal von Askia in Gao beigesetzt, einem Weltkulturerbe.